# Projecte WomanStats
El Projecte WomanStats (en anglès WomanStats Project, literalment "projecte d'estadístiques sobre la dona") és una investigació (finançada per donants) i un projecte de base de dades (allotjada a la Universitat Brigham Young) que "busca de reunir dades estadístiques detallades sobre la situació de les dones a tot el món, i per connectar aquestes dades amb les dades sobre la seguretat dels estats", essent molt completa. Per a obtindre aquestes dades es fa una recerca de la literatura existent i es realitzen entrevistes a experts per trobar la informació qualitativa i quantitativa sobre més de 300 indicadors de la situació de les dones en 174 països amb poblacions d'almenys 200.000 habitants. L'accés a la base de dades en línia és lliure.
Ofereix una sèrie de mapes que agrupen part de la informació disponible de forma gràfica.